# Weihwasserbecken Aulnay (Charente-Maritime)

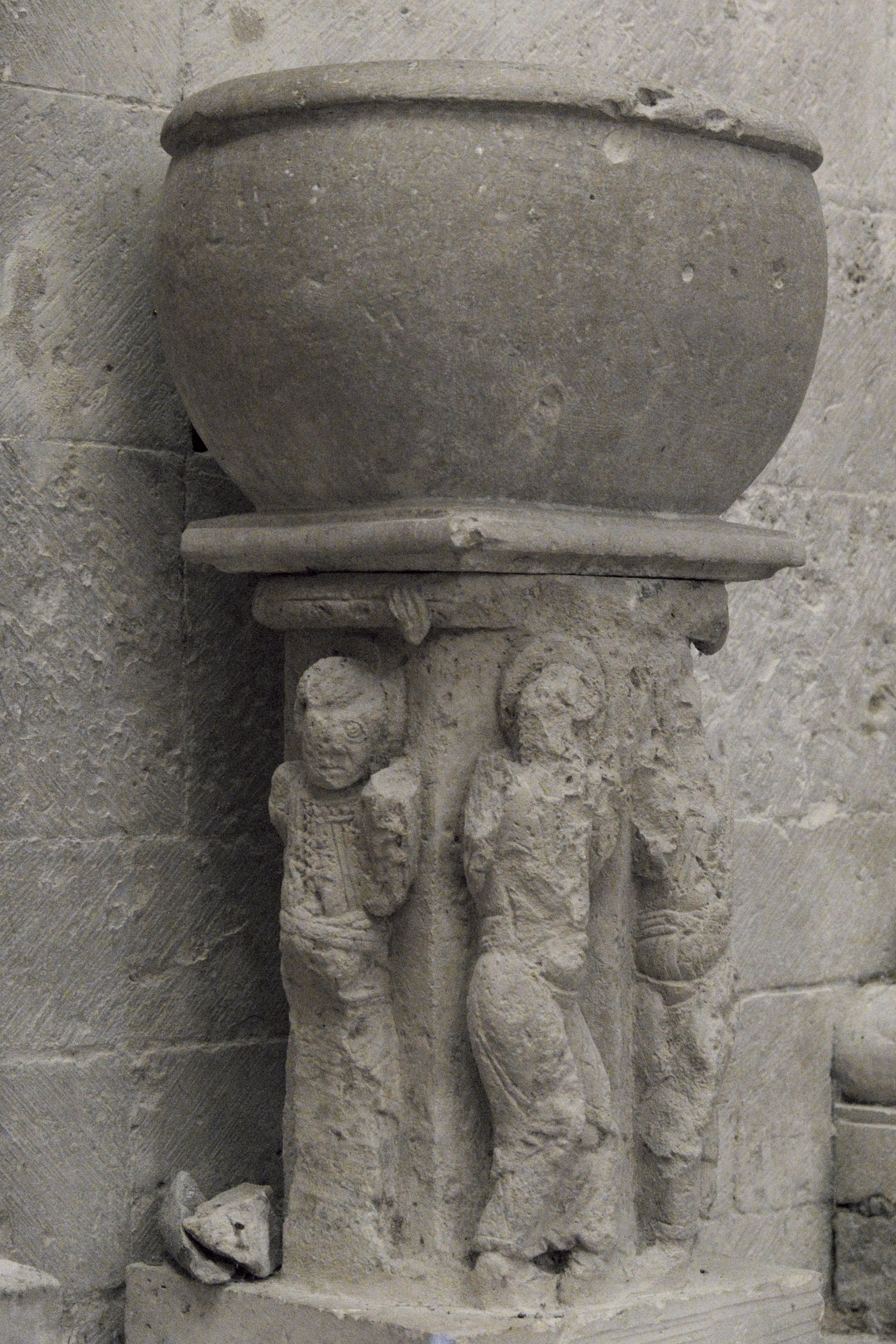
Weihwasserbecken in Aulnay

Das Weihwasserbecken in der Kirche St-Pierre in Aulnay, einer französischen Gemeinde im Département Charente-Maritime der Region Nouvelle-Aquitaine, wurde im 12. Jahrhundert geschaffen. Im Jahr 1922 wurde das Weihwasserbecken als Monument historique in die Liste der geschützten Objekte (Base Palissy) in Frankreich aufgenommen.
Das 56 cm hohe Weihwasserbecken besteht aus einem rechteckigen Sockel und einem Schaft mit drei Atlanten mit Heiligenscheinen. Die erhobenen Arme dieser Figuren sind nicht mehr vorhanden, ihre Hände zum Teil erhalten. 
Das schmucklose Becken wird oben mit einem Wulst abgeschlossen.   